# Hemoptisis
La hemoptisis incluye la expectoración de esputo hemoptoico o de sangre fresca procedente del aparato respiratorio, más concretamente de la zona subglótica. Este signo puede ser consecuencia de un gran tumor en el paciente. Cualquier paciente que presente una hemoptisis intensa debe someterse a las pruebas diagnósticas apropiadas de manera que se pueda encontrar una causa específica. Los pacientes con esputos manchados de sangre también deben ser estudiados, a menos que se esté seguro de que esta clase de hemoptisis se debe a un proceso benigno. Los episodios recurrentes de hemoptisis no se deben atribuir de forma automática a un diagnóstico establecido con anterioridad, tal como las bronquiectasias o la bronquitis crónica. Esta actitud puede hacer que no se diagnostique una lesión grave, pero potencialmente tratable.

## Causas

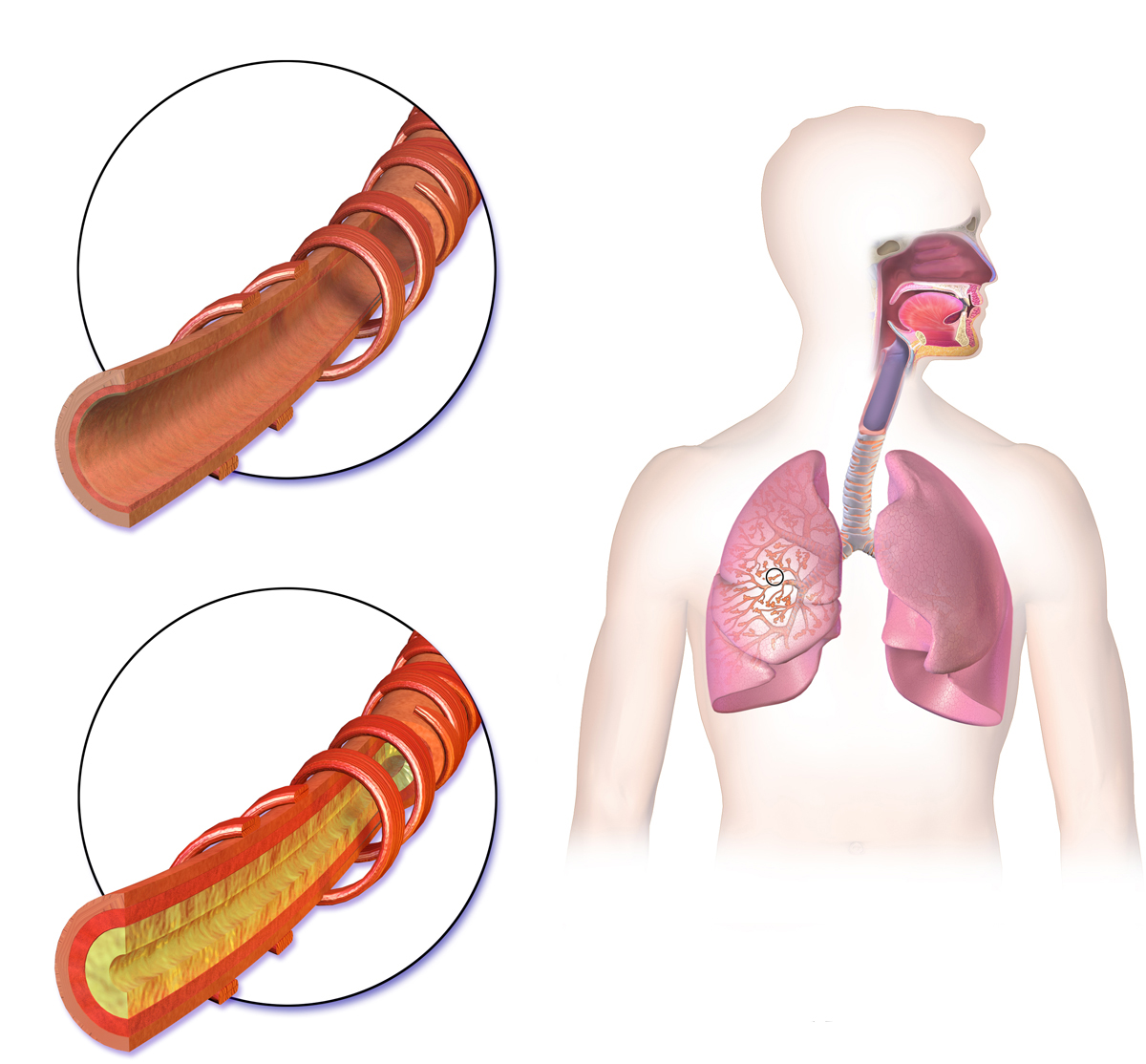
Con frecuencia se indica bronquitis de hemoptisis. Inferior a la izquierda: La inflamación de los bronquios puede producir mucosidad sangrienta.

Antes de que el médico inicie un complicado estudio diagnóstico de una hemoptisis, es esencial determinar que la sangre proviene de hecho del aparato respiratorio y no de la nasofaringe ni del aparato digestivo. En algunas ocasiones, es difícil distinguir una hemoptisis de una hematemesis. En la hemoptisis los pródromos son, por lo general, un cosquilleo en la garganta o un deseo de toser, la sangre se "tose", y suele ser de un rojo brillante y espumosa y puede estar mezclada con esputo; el pH es habitualmente alcalino; y el examen microscópico puede revelar macrófagos cargados de hemosiderina. En la hematemesis, los pródromos suelen constituir náuseas y molestias abdominales, la sangre se vomita y es, por lo general, de un color rojo oscuro y puede contener alimento parcialmente digerido y el pH es habitualmente ácido. Una vez aclarado este punto, se pueden efectuar las pruebas diagnósticas de la hemoptisis. Pese a que existen numerosas descripciones de casos aislados de enfermedad asociados con hemoptisis, el cuadro de este artículo presenta las alteraciones más frecuentes.

## Epidemiología
La incidencia de los diagnósticos indicados en el cuadro depende de la naturaleza de las series de casos descritos y de si incluyen a la vez las causas de sangrado masivo y de expectoración con estrías hemoptoicas. Si se incluyen los dos tipos de sangrado, la causa principal es la bronquitis crónica. Si la definición se restringe al sangrado intenso (mayor que varias cucharadas), la incidencia depende entonces de la clase de serie comunicada. Las series quirúrgicas favorecen la incidencia de lesiones ocupantes de espacio y lesiones operables, como el carcinoma. Las series procedentes de centros con una gran población tuberculosa favorecen esta enfermedad. Las series combinadas medicoquirúrgicas comprenden una representación más abundante de aquellas lesiones que se presentan con hemoptisis (carcinoma, bronquiectasis, bronquitis, otras lesiones inflamatorias, incluyendo la tuberculosis, y otras lesiones entre las que se cuentan las lesiones vasculares, traumáticas y hemorrágicas que figuran en el anterior cuadro). A pesar de los estudios más extensos, permanecen sin diagnosticar entre un 5 un 15 % de los casos de hemoptisis importantes.
En España la causa más frecuente de hemoptisis son las sobreinfecciones de la enfermedad pulmonar obstructiva crónica y otras infecciones en primer lugar, seguido del cáncer de pulmón.

### Hemorragia alveolar
Un escenario que debe considerarse desde el punto de vista etiológico, por su potencial gravedad, es la hemorragia alveolar difusa (HAD). Esta entidad es un síndrome caracterizado por hemoptisis, anemia, infiltrados radiográficos difusos e insuficiencia respiratoria. Si bien la hemoptisis es la forma más habitual de presentación, hasta un 33,3 % pueden no tenerla. En estos casos debe sospecharse en un paciente con anemia, insuficiencia respiratoria e infiltrados nuevos. Como mecanismos fisiopatogénicos del síndrome se pueden mencionar: capilaritis o vasculitis pulmonar, siendo este el más frecuente, sus causas son síndromes vasculíticos con compromiso pulmonar como la granulomatosis con poliangeítis (ex-Wegener), el síndrome de Goodpasture entre otros, también la capilaritis puede ser manifestación de una vasculitis pulmonar aislada.
Los otros dos mecanismos fisiopatogénicos que operan, la hemorragia alveolar blanda y el daño alveolar difuso, suelen deberse a aumento de la presión hidrostática, trastornos de la coagulación, fármacos entre otras causas.
La hemoptisis, como parte de la hemorragia alveolar difusa, es un escenario que puede comprometer la vida, conocer el síndrome, entender los mecanismos fisiopatogénicos y buscar sus causas, hacen posible un tratamiento oportuno en función a la enfermedad subyacente.
Los pacientes pueden tener un síndrome de dificultad respiratoria aguda que requiera ventilación mecánica.

## Diagnóstico
Tal y como ocurre con respecto a la tos, la historia clínica tiene una enorme importancia. La hemoptisis crónica y recurrente en una mujer joven y por lo demás asintomática, sugiere un diagnóstico de adenoma bronquial; la hemoptisis recurrente con producción crónica y extensa de esputo asociado con sombras en forma de anillos, imágenes "en raíles de tren" (broncogramas aéreos anómalos), y formación de quistes en la radiografía sugieren el diagnóstico de bronquiectasias; la producción de esputos pútridos (véase más adelante) sugiere un absceso pulmonar; la pérdida de peso y la anorexia de un varón fumador de más de 40 años suscita la posibilidad de un carcinoma broncógeno pulmonar, la historia reciente de un traumatismo torácico pleurítico agudo despierta la sospecha de una embolia pulmonar con infarto, o de alguna otra lesión con afectación pleural (absceso pulmonar, cavidad producida por coccidioidomicosis, o de una vasculitis). Se debe buscar una historia de diátesis hemorrágica o de utilización de anticoagulantes.
Hay varios signos en la exploración física del paciente con hemoptisis, que sugieren también un diagnóstico específico: un ruido de roce pleural sugiere aquellos diagnósticos mencionados anteriormente asociados con dolor pleurítico; los hallazgos de hipertensión pulmonar hacen sospechar las posibilidades diagnósticas de una hipertensión pulmonar primaria, estenosis mitral, tromboembolia crónica o recurrente, y síndrome de Eisenmenger; las sibilancias localizadas sobre una vía respiratoria lobar principal sugieren la presencia de una lesión intramural, como un carcinoma broncógeno o un cuerpo extraño; las comunicaciones arteriovenosas sistémicas o la presencia de un soplo en los campos pulmonares hacen pensar en un diagnóstico de enfermedad de Rendu-Osler-Weber, con malformaciones arteriovenosas pulmonares; la comprobación de una obstrucción espiratoria significativa al flujo aéreo junto con la producción de esputo sugieren que, independientemente de otras lesiones que puedan estar presentes, el paciente tiene una bronquitis importante.
La radiografía de tórax es fundamental para el diagnóstico. La presencia de sombras en forma de anillo favorece el diagnóstico de bronquiectasias; un nivel hidroaéreo, el diagnóstico de un absceso pulmonar; y una lesión ocupante de espacio, el diagnóstico de una neoplasia pulmonar central o periférica. Las masas que pueden producir hemoptisis se deben distinguir de un área de neumonitis hemorrágica producida por la aspiración de sangre hacia áreas próximas. Cuando la radiografía de tórax es normal, la hemorragia procede habitualmente de las vías respiratorias.
Un reto diagnóstico frecuente es la identificación del punto de sangrado de un paciente en el que son normales los datos de exploración física y que a la vez tiene una radiografía de tórax normal. Un paciente con hemoptisis tiende a mantener el punto de sangrado al nivel más bajo posible. De otra forma, el drenaje producido por la gravedad puede referir un dolor quemante o dolor profundo, que puede localizar el lado que sangra; en estos casos puede ser útil la broncoscopia. Por lo general, este método tiene la máxima utilidad cuando el sangrado es escaso, y es de poca ayuda cuando el sangrado es masivo, dado que la sangre puede aspirarse hacia las vías respiratorias contiguas. Dicha aspiración puede provocar un llenado de los alvéolos (esto es, una "neumonitis hemorrágica") que puede oscurecer la etiología de la hemoptisis en la radiografía torácica inicial. La neumonitis producida por la sangre suele desaparecer en una semana, y una vez que esto acontece, una nueva radiografía de tórax puede poner de manifiesto el origen de la hemoptisis.
Después de realizar la historia y la exploración física, el planteamiento del paciente con hemoptisis comprende los estudios e intervenciones especializados necesarios para llegar a un diagnóstico específico. En pacientes que no sangran activamente, después de la radiografía se hace tomografía computarizada y después broncoscopia. En pacientes que sangran activamente, la broncoscopia se hace de forma inmediata o urgente. La broncoscopia con instrumental rígido permite la observación de las vías respiratorias más centrales. Esto tiene un interés particular cuando la fuente del sangrado se encuentra en esta parte del aparato respiratorio, la hemoptisis es masiva y se está teniendo en cuenta la posibilidad de realizar una intubación endobronquial selectiva. La broncoscopia con fibra óptica permite la observación de las vías respiratorias de hasta unos pocos milímetros de diámetro. Esta técnica endoscópica puede proporcionar una información definitiva visual, o mediante biopsias o citologías. Puede utilizarse la broncografía para: 1) verificar la presencia de una bronquiectasia localizada (incluyendo entre ellas un secuestro lobar), y 2) excluir la presencia de bronquiectasias más generalizadas en un paciente con enfermedad localizada que se considera como un candidato quirúrgico por presentar hemoptisis de repetición o infecciones recurrentes. La mayoría de los enfermos de bronquiectasias tiene una radiografía de tórax normal, pero el diagnóstico se puede establecer habitualmente mediante la tomografía computarizada. Se debe realizar una prueba con PPD y, si existe expectoración, se debe buscar en la misma bacilos ácido-alcohol existentes. La valoración por parte del laboratorio debe también excluir un trastorno hemorrágico.

## Grados de hemoptisis
- Leve o de grado I: menos de 30ml/día mL/24 horas.
- Moderada o de grado II: entre 30 y 150ml/día. mL/24 horas.
- Grave o de grado III: más de 150ml/día

 mL/24 horas.
Además existe un término que se denomina «hemoptisis exanguinante», que es cuando el sangrado se produce en más de 150 mL/hora.

## Tratamiento
Dado que la hemoptisis es un signo clínico tan alarmante, existe la tendencia a tratar al paciente con exceso. Por lo general, la hemoptisis es escasa y se detendrá de forma espontánea sin un tratamiento específico. Una vez identificado el lugar y establecido el diagnóstico etiológico, se trata el trastorno de base. Si la hemoptisis es importante, los pilares del tratamiento son mantener calmado al paciente, instaurar un reposo absoluto en cama, excluir las intervenciones diagnósticas innecesarias hasta que la hemoptisis haya comenzado a ceder, y suprimir la tos si ésta aparece y es un factor que agrava la hemoptisis. el tratamiento de emergencia requiere de disponer a la cabecera de la cama de material de intubación y de aspiración. Se deben controlar las vías aéreas mediante intubación endotraqueal en pacientes con hemoptisis masiva (> 500 mL/24 h) para evitar la asfixia. en los pacientes que presentan peligro de asfixia por inundación del pulmón contralateral al punto de la hemorragia, se debe llevar a cabo la intubación por un método que aísle el pulmón hemorrágico e impida la aspiración contralateral de sangre. Esto se puede conseguir con la colocación estratégica de un catéter con globo cuya introducción en el bronquio afectado se facilita por visualización broncoscópica directa.
El tratamiento de las hemoptisis masivas potencialmente mortales continúa siendo controversial. La elección entre un tratamiento médico o una intervención quirúrgica gravita sobre las palabras potencialmente mortal. La hemoptisis masiva es una situación clínica alarmante en la que la asfixia por aspiración de sangre constituye la principal amenaza para la vida. En muchos pacientes con hemoptisis masiva, se termina por realizar resección quirúrgica, pero se debe intentar enérgicamente que ésta sea electiva en vez de urgente.
Debido a que la fuente de la hemoptisis masiva es habitualmente el sistema arterial bronquial, el control no quirúrgico incluye el cateterismo y embolización de las arterias bronquiales, una técnica que tiene utilización especial en ciertos pacientes con cáncer de pulmón no resecable. También son técnicas útiles la coagulación mediante láser (YAG: Ytrium aluminium garnet; granate de itrio y aluminio) y el taponamiento de un lugar proximal de hemorragia mediante un catéter con globo o comprimiendo con material aplicado a través de un broncoscopio rígido.
La elección entre el tratamiento médico y quirúrgico suele estar en relación con la base anatómica de la hemoptisis masiva y su pronóstico. En los pacientes con tuberculosis cavitada, abscesos pulmonares por organismos anaerobios, y cáncer de pulmón, el riesgo de muerte es mucho mayor que cuando la causa de la hemoptisis es una bronquitis o una bronquiectasia. En el primer grupo, a veces hay que realizar una intervención quirúrgica, mientras que casi nunca hace falta en el segundo. De cualquier forma, el tratamiento inicial debe seguir las medidas conservadoras que se sugirieron anteriormente. Con este tratamiento, es frecuente que la hemorragia cese de forma espontánea. Se debe tener en cuenta la posibilidad de una intervención quirúrgica en aquel pequeño grupo de pacientes con una lesión definida en la radiografía de tórax (p. ej., una enfermedad cavitada, absceso pulmonar, cáncer de pulmón) que presentan señales de compromiso incontrolable respiratorio o hemodinámico y que se considera que conservan una función pulmonar suficiente como para permitir la resección. Si el paciente es un candidato quirúrgico, se debe llevar a cabo una broncoscopia para identificar el punto exacto de sangrado. En cualquier otro caso, la broncoscopia se debe retrasar durante unos cuantos días a causa de la tendencia que tiene este método diagnóstico a agravar la tos y, por tanto, a poder perpetuar la hemoptisis.
En los casos de cáncer de pulmón, en los que no se contempla la resección quirúrgica como primera opción, la radioterapia tanto paliativa como radical concomitante con quimioterapia, es un tratamiento activo que resuelve la mayoría de las hemoptisis.